# ریورستون، ساوت استرالیا
ریورستون (به انگلیسی: Riverton) یک شهرک در استرالیا است که در استرالیای جنوبی واقع شده‌است.